# Alfredo Caruana Gatto
Alfredo Caruana Gatto (ur. 3 września 1868, zm. 15 października 1926) – maltański prawnik, polityk i przyrodnik.

## Biografia
Alfredo Caruana Gatto urodził się 3 września 1868 roku w Valletcie jako syn Antonio Caruany Gatto i Vincenzy Formosa Montalto.
Studia rozpoczął na Wydziale Lekarskim Uniwersytetu Maltańskiego, ale ponieważ zawsze mdlał na widok krwi, na drugim roku przeniósł się na studia prawnicze. W roku 1889 uzyskał BA, zaś w 1892 tytuł doktora praw. Pracował w sądownictwie maltańskim, specjalizował się w prawie karnym; w 1901 roku został na krótko mianowany zastępcą adwokata koronnego.
W całej swojej karierze Caruana Gatto był członkiem kilku komitetów rządowych. Później zajął się polityką, wstępując do partii Unione Politica Maltese (UPM) pod przywództwem Ignazio Panzavecchii. W wyborach w 1921 roku został wybrany do senatu Malty jako przedstawiciel szlachty, a w latach 1921–1922 był ministrem sprawiedliwości. W roku 1926 wstąpił do Partii Narodowej (Partit Nazzjonalista), kiedy ta ostatnia powstała z połączenia UPM z Partito Democratico Nazionalista. Pozostał senatorem aż do śmierci.
Był wybitnym przedstawicielem zawodów prawniczych, ale najlepiej został zapamiętany jako przyrodnik,
botanik i ornitolog, autor wielu publikacji z tych dziedzin. Znał język angielski, włoski, francuski, niemiecki i grecki.

## Zainteresowania botaniczne
Od najmłodszych lat interesował się botanicznymi aspektami wysp maltańskich, a także wykazywał żywotne zainteresowanie motylami i chrząszczami. Później, pomimo swoich czasochłonnych zobowiązań zawodowych i politycznych wciąż znajdował czas na badanie i publikację licznych prac dotyczących różnych aspektów maltańskiej historii naturalnej, w szczególności flory oraz chrząszczy.

W roku 1894 ukazała się publikacja Caruany Gatto na temat najpospolitszych chrząszczy na wyspach maltańskich, ktora później została opublikowana bardziej szczegółowo w Transactions of the Entomological Society w Londynie. W Rivista Italiana di Scienze Naturali e Bollettino dell Naturalista ukazały się jego dwie prace dotyczące motyli znalezionych na Malcie.
Innym obszarem, na którym Alfredo Caruana Gatto odniósł sukces były jego badania nad ślimakami bezskorupowymi. Jeden z nich, znaleziony przez niego na Malcie, był nowy dla naukowców i początkowo uznano go za gatunek endemiczny. Później jednak znaleziony został także w innych krajach, jednak aby uczcić odkrywcę zachowano, jako alternatywną, jego oryginalną nazwę łacińską Deroceras caruanae.

Alfredo Caruana Gatto pisał w kilku maltańskich magazynach i czasopismach, w tym w latach 1891–1893 w miesięczniku Mediterranean Naturalist na temat Fungus melitensis, a także studium na temat chorób drzew i roślin, takich jak winorośl, oraz inne na temat muchy pomarańczowej.

W Archivium Melitense, czasopiśmie Società Storica Scientifica, również można znaleźć kilka prac Caruany Gatto, m.in. studium dotyczące muszli słonawych wód na Malcie, inne dotyczące rodzimych roślin, takich jak Euphorbia pubescens, która wyginęła na wyspach w ostatnich dekadach czy wędrownych motyli, rzadko widywanych na Malcie.
Z pewnością jednym z jego największych dzieł jest książka Flora melitensis nova, w której wraz z Włochem Stefano Sommierem opublikowali w roku 1915 spis kwiatów, mchów i porostów wysp maltańskich, liczący około 1990 gatunków.
Alfredo Caruana Gatto był prezesem Società Economico-Agraria, a także Società Storica Scientifica, do którego powstania się przyczynił. Był także członkiem zagranicznych towarzystw naukowych, m.in. Società botanica italiana, Société Botanique de Paris i Linnean Society of London. Wraz z Williamem R. Gattem był założycielem Malta Map Society.
Caruana Gatto miał olbrzymią kolekcję książek, owadów oraz zielników.

## „Afera znaczkowa”
W dniu 1 kwietnia 1926 roku Alfredo Caruana Gatto rzekomo kupił dwa arkusze nowo wydanego znaczka pocztowego z unikalnym błędem drukarskim, które następnie zostały sprzedane spekulantom z zyskiem. Później pojawiły się drobne kontrowersje dotyczące sposobu zdobycia znaczków, ale ustalenia dochodzenia w tej sprawie przeprowadzonego w 1930 roku, już po śmierci Caruany Gatto, przez komisję powołaną przez rząd były niejednoznaczne.

## Śmierć
28 września 1926 roku Caruana Gatto zaplanował spędzić następny dzień z jedną ze swoich najlepszych przyjaciółek, Carmelą Penza, w Ghajn il-Kbir w Girgenti. Podczas tego wyjazdu poczuł pragnienie i zrobił coś, czego nigdy wcześniej nie robił – napił się trochę wody ze źródła. Według Penzy Caruana Gatto „wypił śmierć”. Następnego dnia obudził się nie będąc zdolny wstać.
15 października 1926 roku Alfredo Caruana Gatto zmarł na tyfus. Miał 58 lat.

## Losy kolekcji
Po śmierci Caruany Gatto kolekcje książek, ślimaków i owadów przekazana została muzeum pod warunkiem, że zostaną one sklasyfikowane i uporządkowane przez kustosza sekcji historii naturalnej, Giuseppe Despotta. Niestety, z powodu choroby Despotta praca nad klasyfikacją nigdy nie została wykonana, a kolekcja ślimaków pozostała schowana w pudełkach. Udokumentowano, że niektóre osoby nie będące ekspertami w badaniach naukowych, pomieszały eksponaty, doprowadzając kolekcję do zniszczenia.

Caruana Gatto przekazał również kilka kolekcji Royal University of Malta, w tym zielnik liczący ponad trzysta woluminów roślin, kolekcję alg morskich, a nawet wody słodkiej, a także kolekcję porostów i grzybów oraz mszaków, z informacją, jak należy je pielęgnować i dbać o nie. Zostały one sklasyfikowane i uporządkowane przez Carmelę Penzę i posadzone w ogrodach botanicznych Argotti.    